# Andreas Aagesen (professor)
 Der er flere personer med dette navn, se Andreas Aagesen.
Andreas Aagesen (født 5. august 1826 i København, død 26. oktober 1879 sammesteds) var en dansk jurist, søn af Nicolai Aagesen.
Han blev student i 1843, i 1848 blev hans jurastudier afbrudt af Treårskrigen, hvor han tjente som leder af en reservebataljon. Året efter var han tilbage til studierne og blev juridisk kandidat i 1849 og professor ved Københavns Universitet fra 1856, i hvilken stilling han blev til sin død. På denne plads beskæftigede han sig hovedsageligt med dansk formueret og romersk privatret. Mellem 1866 og 1879 udgav han fyrre afhandlinger om ejendomsrettigheder. I 1870 blev han udnævnt til komiteen, der skulle udarbejde sø- og handelsbestemmelserne, og navigationslovgivningen fra 1882 var hovedsageligt hans arbejde. I 1879 blev han valgt ind i Landstinget, men det var som universitetslærer han vandt sin anseelse. Han efterfulgte Carl Christian Hall som forelæser på romerretten og på dette område var hans videnskab epokegørende.
Iblandt hans mange juridiske udgivelser kan nævnes: Bidrag til Læren om Overdragelse af Ejendomsret, Bemærkninger om Rettigheder over Ting (København, 1866, 1871-1872); Fortegnelse over Retssamlinger, Retslitteratur i Danmark, Norge, Sverige (København, 1876) og efter hans død: Indledning til den danske Formueret (1880) og Forelæsninger over den romerske Privatret (1881).
Fra 1871-72 var han desuden rektor ved Københavns Universitet, og i 1877 blev han udnævnt som æresdoktor ved Uppsala Universitet.